# Liste der Baudenkmale in Böhme (Niedersachsen)
In der Liste der Baudenkmale in Böhme sind alle Baudenkmale der niedersächsischen Gemeinde Böhme im Landkreis Heidekreis. Der Stand der Liste ist das Jahr 2001.

## Allgemein
In den Spalten befinden sich folgende Informationen:
- Lage: die Adresse des Baudenkmales und die geographischen Koordinaten. Kartenansicht, um Koordinaten zu setzen. In der Kartenansicht sind Baudenkmale ohne Koordinaten mit einem roten Marker dargestellt und können in der Karte gesetzt werden. Baudenkmale ohne Bild sind mit einem blauen Marker gekennzeichnet, Baudenkmale mit Bild mit einem grünen Marker.
- Bezeichnung: Bezeichnung des Baudenkmales
- Beschreibung: die Beschreibung des Baudenkmales. Unter § 3 Abs. 2 NDSchG werden Einzeldenkmale und unter § 3 Abs. 3 NDSchG Gruppen baulicher Anlagen und deren Bestandteile ausgewiesen.
- ID: die Objekt-ID des Baudenkmales
- Bild: ein Bild des Baudenkmales, ggf. zusätzlich mit einem Link zu weiteren Fotos des Baudenkmals im Medienarchiv Wikimedia Commons. Wenn man auf das Kamerasymbol klickt, können Fotos zu Baudenkmalen aus dieser Liste hochgeladen werden:

## Baudenkmale in den Ortsteilen

### Altenwahlingen
| Lage                                          | Bezeichnung              | Beschreibung | ID       | Bild |
| --------------------------------------------- | ------------------------ | ------------ | -------- | ---- |
| 52° 47′ 46″ N, 9° 25′ 44″ O                   | Kriegerdenkmal           |              | 32762377 | BW   |
| Altenwahlingen 3 52° 47′ 45″ N, 9° 25′ 29″ O  | Wohn-/Wirtschaftsgebäude |              | 32760841 | BW   |
| Altenwahlingen 4 52° 47′ 42″ N, 9° 25′ 32″ O  | Wohn-/Wirtschaftsgebäude |              | 32760818 | BW   |
| Altenwahlingen 8a 52° 47′ 45″ N, 9° 25′ 42″ O | Wohn-/Wirtschaftsgebäude |              | 32762547 | BW   |
| Altenwahlingen 15 52° 47′ 42″ N, 9° 25′ 46″ O | Wohn-/Wirtschaftsgebäude |              | 32762262 | BW   |

### Bierde
| Lage                                     | Bezeichnung              | Beschreibung                                      | ID                              | Bild           |
| ---------------------------------------- | ------------------------ | ------------------------------------------------- | ------------------------------- | -------------- |
| 52° 46′ 55″ N, 9° 30′ 8″ O               | Ev. Kapelle St. Vitus    |                                                   | 32762936                        | Weitere Bilder |
| 52° 46′ 56″ N, 9° 30′ 10″ O              | Kriegerdenkmal           |                                                   | 32761809                        | BW             |
| Bierde 12 52° 47′ 2″ N, 9° 29′ 58″ O     | Friedhof                 |                                                   | 32762918                        | BW             |
| Hellberg 10 52° 46′ 40″ N, 9° 33′ 12″ O  | Wohn-/Wirtschaftsgebäude |                                                   | 32762416                        | BW             |
| Hellberg 10 52° 46′ 41″ N, 9° 33′ 12″ O  | Erdkeller                |                                                   | 32761829                        | BW             |
| Hellberg 10 52° 46′ 41″ N, 9° 33′ 12″ O  | Schafstall               |                                                   | 32762441                        | BW             |
| Hellberg 10 52° 46′ 42″ N, 9° 33′ 11″ O  | Scheune                  |                                                   | 32761897                        | BW             |
| Hellberg 10 52° 46′ 41″ N, 9° 33′ 10″ O  | Scheune                  |                                                   | 32761915                        | BW             |
| Hellberg 10 52° 46′ 41″ N, 9° 33′ 9″ O   | Holzscheune              |                                                   | 32761676                        | BW             |
| Hellberg 11 52° 46′ 42″ N, 9° 33′ 19″ O  | Wohn-/Wirtschaftsgebäude |                                                   | 32761213                        | BW             |
| Hellberg 11 52° 46′ 42″ N, 9° 33′ 20″ O  | Wohnhaus                 |                                                   | 32761532                        | BW             |
| Hellberg 11 52° 46′ 42″ N, 9° 33′ 19″ O  | Brunnen                  |                                                   | 32761195                        | BW             |
| Neumühlen 12 52° 48′ 15″ N, 9° 30′ 29″ O | Hof                      |                                                   | 32762712                        | BW             |
| Neumühlen 15 52° 48′ 15″ N, 9° 30′ 29″ O | Mühle                    |                                                   | 32762737                        | BW             |
| Nr. 4 52° 46′ 52″ N, 9° 30′ 5″ O         | Wohn-/Wirtschaftsgebäude |                                                   | 32761240                        | BW             |
| Nr. 21 52° 46′ 54″ N, 9° 29′ 47″ O       | Scheune                  |                                                   | 32761470                        | BW             |
| Nr. 22 52° 46′ 53″ N, 9° 29′ 57″ O       | Wohn-/Wirtschaftsgebäude |                                                   | 32761262                        | BW             |
| Nr. 22 52° 46′ 54″ N, 9° 29′ 56″ O       | Stall                    |                                                   | 32761287                        | BW             |
| Nr. 22 52° 46′ 54″ N, 9° 29′ 58″ O       | Scheune                  |                                                   | 32761308                        | BW             |
| Nr. 22 52° 46′ 54″ N, 9° 29′ 57″ O       | Scheune                  |                                                   | 32761333                        | BW             |
| Nr. 23 52° 46′ 52″ N, 9° 29′ 58″ O       | Scheune                  | nicht mehr im Denkmalatlas verzeichnet (03.10.21) |                                 | BW             |
| Nr. 25 52° 47′ 3″ N, 9° 30′ 25″ O        | Wohn-/Wirtschaftsgebäude |                                                   | 32761016                        | BW             |
| Nr. 25 52° 47′ 4″ N, 9° 30′ 25″ O        | Stall                    |                                                   | 32761037                        | BW             |
| Nr. 25 52° 47′ 4″ N, 9° 30′ 27″ O        | Scheune                  |                                                   | 32761059                        | BW             |
| Nr. 25 52° 47′ 5″ N, 9° 30′ 26″ O        | Backhaus                 |                                                   | 32761491                        | BW             |
| Nr. 25 52° 47′ 3″ N, 9° 30′ 26″ O        | Brunnen / Speicher       |                                                   | 32762650/1/-/ 32761512 32762650 | BW             |
| Nr. 26 52° 47′ 3″ N, 9° 30′ 34″ O        | Erdkeller                |                                                   | 32762672                        | BW             |
| Nr. 26 52° 47′ 2″ N, 9° 30′ 34″ O        | Backhaus                 |                                                   | 32760906                        | BW             |
| Nr. 26 52° 47′ 2″ N, 9° 30′ 33″ O        | Scheune                  |                                                   | 32760885                        | BW             |
| Nr. 26 52° 47′ 1″ N, 9° 30′ 32″ O        | Wohn-/Wirtschaftsgebäude |                                                   | 32762691                        | BW             |
| Nr. 26 52° 47′ 1″ N, 9° 30′ 31″ O        | Wohnhaus                 |                                                   | 32760864                        | BW             |
| Nr. 35 52° 46′ 56″ N, 9° 30′ 11″ O       | Schulnebengebäude        |                                                   | 32761380                        | BW             |

### Böhme
| Lage                               | Bezeichnung                     | Beschreibung | ID       | Bild           |
| ---------------------------------- | ------------------------------- | --- | -------- | -------------- |
| Nr. 1 52° 47′ 27″ N, 9° 28′ 32″ O  | Wohnhaus                        | | 32761722 | BW             |
| Nr. 2 52° 47′ 28″ N, 9° 28′ 37″ O  | Wohnhaus                        | Zweiständerhaus | 32761745 | BW             |
| Nr. 3 52° 47′ 27″ N, 9° 28′ 45″ O  | Gut Böhme                       | Das Gut Böhme entstand zu Beginn des 18. Jahrhunderts. So entstand das Herrenhaus von 1710 bis 1715. Das Herrenhaus ist ein zweigeschossiges Haus mit zwei eingeschossigen Flügelbauten. Zu der Anlage neben einem Lustgarten weitere 14 Gebäude. | 32760995 | Weitere Bilder |
| Nr. 3 52° 47′ 30″ N, 9° 28′ 38″ O  | Scheune                         | | 32762626 | BW             |
| Nr. 3 52° 47′ 30″ N, 9° 28′ 38″ O  | Scheune                         | Scheune II Zehntscheune | 32761168 | BW             |
| Nr. 3 52° 47′ 26″ N, 9° 28′ 44″ O  | Scheune                         | Scheune I | 32761146 | BW             |
| Nr. 3 52° 27′ 37″ N, 9° 28′ 46″ O  | Mühle                           | | 32761978 |                |
| Nr. 3 52° 47′ 26″ N, 9° 28′ 47″ O  | Scheune                         | Scheune III | 32762763 | BW             |
| Nr. 3 52° 47′ 26″ N, 9° 28′ 47″ O  | Stall                           | Stall II | 32760927 | BW             |
| Nr. 3 52° 47′ 27″ N, 9° 28′ 47″ O  | Stall                           | Stall I | 32761765 | BW             |
| Nr. 3 52° 47′ 28″ N, 9° 28′ 47″ O  | Kapelle                         | | 32761952 |                |
| Nr. 6 52° 47′ 24″ N, 9° 28′ 32″ O  | Stallküche                      | | 32761407 | BW             |
| Nr. 10 52° 47′ 18″ N, 9° 28′ 30″ O | Wohnhaus                        | | 32762848 | BW             |
| Nr. 18 52° 47′ 21″ N, 9° 28′ 25″ O | Backhaus                        | | 32762870 | BW             |
| Nr. 20 52° 47′ 25″ N, 9° 28′ 32″ O | Scheune                         | | 32761428 | BW             |
| Nr. 38 52° 47′ 50″ N, 9° 28′ 50″ O | Bahnhof- und Gaststättengebäude | Das Gebäude wurde 1910 als Bahnhofshotel und Gaststätte an der neu gebauten Bahnstrecke Verden–Walsrode errichtet. Neben der Gaststätte wurde ein Land- und Kohlenhandel, Fahrkartenverkauf sowie Fuhrwerks- und Viehwaage betrieben.             | 32762601 | BW             |
| Nr. 40 52° 47′ 25″ N, 9° 28′ 26″ O | Wohnwirtschaftsgebäude          | | 32762894 | BW             |
| Nr. 58 52° 47′ 27″ N, 9° 28′ 21″ O | Friedhof                        | | 32762397 | BW             |

### Kirchwahlingen

#### Gruppe: Ortskern
Die Gruppe „Ortskern“ hat die ID 32685365.

##### Gruppe: Kirchhof
Die Gruppe „Kirchhof“ ist Teil der Gruppe „Ortskern“ und hat die ID 32685378.

| Lage                        | Bezeichnung | Beschreibung | ID       | Bild           |
| --------------------------- | ----------- | --- | -------- | -------------- |
| 52° 46′ 56″ N, 9° 24′ 46″ O | Kirche      | Möglicherweise wurde die Kirche bereits 986 gegründet, urkundlich belegt ist die Kirche erst 1237 und 1265. Die Kirche gliedert sich in drei Bauabschnitte, zu Beginn des 13. Jahrhunderts gehören der Turm und die Mauer des Mittelschiffes. Der Chor wurde im 15. Jahrhundert angebaut. Im Inneren befindet sich eine Kanzel aus dem 15. Jahrhundert. Zahlreiche Epitaphe stehen in der Kirche und dem Chor. | 32762466 | Weitere Bilder |
| 52° 46′ 56″ N, 9° 24′ 44″ O | Kirchhof    | | 32762486 | BW             |

##### Einzelbaudenkmale in der Gruppe „Ortskern“
| Lage                                          | Bezeichnung              | Beschreibung               | ID       | Bild |
| --------------------------------------------- | ------------------------ | -------------------------- | -------- | ---- |
| Kirchwahlingen 13 52° 46′ 56″ N, 9° 24′ 49″ O | Wohn-/Wirtschaftsgebäude | Pfarrhaus                  | 32761625 | BW   |
| Kirchwahlingen 14 52° 46′ 57″ N, 9° 24′ 47″ O | Wohn-/Wirtschaftsgebäude | Ehemaliges Pfarrwitwenhaus | 32762148 | BW   |

#### Gruppe: Hofanlage
Die Gruppe „Hofanlage“ hat die ID 32685392.

| Lage                                        | Bezeichnung | Beschreibung | ID       | Bild |
| ------------------------------------------- | ----------- | ------------ | -------- | ---- |
| Hinterm Dorf 4a 52° 46′ 54″ N, 9° 24′ 43″ O | Wohnhaus    |              | 32761849 | BW   |
| Hinterm Dorf 4a 52° 46′ 54″ N, 9° 24′ 42″ O | Brunnen     |              | 32761128 | BW   |
| Hinterm Dorf 4a 52° 46′ 54″ N, 9° 24′ 41″ O | Scheune     |              | 32762197 | BW   |
| Hinterm Dorf 4a 52° 46′ 54″ N, 9° 24′ 41″ O | Scheune     |              | 32761876 | BW   |
| Hinterm Dorf 4a 52° 46′ 53″ N, 9° 24′ 42″ O | Stall       |              | 32762218 | BW   |

#### Einzelbaudenkmale
| Lage                                          | Bezeichnung              | Beschreibung | ID       | Bild |
| --------------------------------------------- | ------------------------ | ------------ | -------- | ---- |
| Kirchwahlingen 3 52° 46′ 55″ N, 9° 24′ 40″ O  | Wohnhaus                 |              | 32761106 | BW   |
| Kirchwahlingen 12 52° 46′ 59″ N, 9° 24′ 47″ O | Wohn-/Wirtschaftsgebäude |              | 32762175 | BW   |

### Ehemalige Baudenkmale
| Lage                                                        | Bezeichnung | Beschreibung | ID | Bild                                                                                                   |
| ----------------------------------------------------------- | ----------- | ------------ | -- | --- |
| Altenwahlingen Altenwahlingen 5 52° 47′ 44″ N, 9° 25′ 33″ O | Wohnhaus    |              |    | [[Vorlage:Bilderwunsch/code!/C:52.795668,9.425859!/D:Altenwahlingen Altenwahlingen 5, Wohnhaus!/\|BW]] |